# 1677

## Събития
- Открит е човешкият сперматозоид от Антони ван Льовенхук.
- 13 февруари – Състои се сватбата на Кристиан фон Саксония-Айзенберг и Кристиана фон Саксония-Мерзебург.
- 29 май – Основан е град Кампус дус Гойтаказиш, Бразилия.
- 18 юли – Състои се сватбата на Клаудия Франциска и Фердинанд Август фон Лобковиц.
- 4 ноември – Състои се сватбата на Уилям III и Мария II Стюарт.

## Починали
- 21 февруари – Барух Спиноза, холандски философ
- 4 май – Айзък Бароу, английски математик
- 11 ноември – Барбара Строци, италиански композитор